# Мануель Мантілья
Мануель Мантілья Родрігес (ісп. Manuel Mantilla Rodríguez; 25 вересня 1973) — кубинський боксер, чемпіон світу та Ігор Центральної Америки і Карибського басейну, призер Панамериканських ігор.

## Аматорська кар'єра
1993 року Мануель Мантілья став чемпіоном Ігор Центральної Америки і Карибського басейну. 1994 року став переможцем на Іграх доброї волі.
Не зміг закріпитися у складі збірної Куби через конкуренцію з Маікро Ромеро.
Після Олімпійських ігор 1996 Маікро Ромеро перейшов до першої найлегшої ваги, і Мануель Мантілья став першим номером у складі збірної Куби в найлегшій вазі.
На чемпіонаті світу 1997 став чемпіоном.
- В 1/16 фіналу переміг Мухамеда Алія (Македонія) — 19-1
- В 1/8 фіналу переміг Ігоря Самойленко (Молдова) — 9-1
- У чвертьфіналі переміг Вахтанга Дарчиняна (Вірменія) — 15-2
- У півфіналі переміг Омара Нарваеса (Аргентина) — 17-3
- У фіналі переміг Ільфата Разяпова (Росія) — 18-3

На Кубку світу 1998 переміг Мурата Ніязимбетова (Казахстан), Вахтанга Дарчиняна (Вірменія) та Цзоу Ган (Китай) і став переможцем.
1998 року став чемпіоном Ігор Центральної Америки і Карибського басейну вдруге.
На Панамериканських іграх 1999 завоював бронзову медаль, програвши у півфіналі Омару Нарваесу (Аргентина) — 3-8.
На Олімпійських іграх 2000 здобув перемоги над Кім Те Гю (Південна Корея) — 20-8 і Богданом Добреску (Румунія) — RSC, а у чвертьфіналі програв майбутньому чемпіону Віджану Понлід (Таїланд) — 8-19.